# Kyrkogårdsros
Kyrkogårdsros (Rosa × francofurtana) tros vara en hybrid mellan provinsros (R. gallica) och kanelros (R. majalis). Den klon som odlas heter 'Frankfurt' och räknas vanligen till francofurtanarosor (R. Francofurtana-gruppen)
Bildar en buske som kan bli 2 m hög. Blommande grenar är vanligen utan taggar. Bladen är parbladig med 5–7 grågröna delblad, stipler breda. Blommor 1–6 tillsammans, halvt fylldblommiga, svagt doftande, 5–7 cm i diameter. Kronbladen är purpurrosa med mörkare nerver. Nyponen omvänt koniska, röda.